# Простакова, Ирина Владимировна
Ирина Владимировна Простакова (31 декабря 1938, Пермь — 18 июня 2020, Москва) — советский и российский инженер, учёная, доктор технических наук (1991), лауреат Государственной премии РФ в области науки и техники (1998).

## Биография
В 1962 году окончила Московское высшее техническое училище им. Н. Э. Баумана по кафедре «Летательные аппараты». Работала в ЦНИИХМ. В 1971 году защитила кандидатскую и в 1991 году — докторскую диссертации по техническим наукам. Начальник Центра сертификации ФГУП «Центромашпроект» по разработке, внедрению и поддержанию в рабочем состоянии систем менеджмента качества, сертификации и обучению, эксперт высшей квалификационной категории.
С 2003 года работала в Московском политехническом университете в числе первых преподавателей новой тогда кафедры «Стандартизация, метрология и сертификация» в должности профессора.
С 2010 года руководила Центром сертификации ФГУП «НИИСУ». Впоследствии работала главным научным сотрудником в ЗАО "НТЦ Станкоинформзащита".

## Награды и звания
- Государственная премия Российской Федерации в области науки и техники[1][5] (1998)
- Нагрудный знак «За заслуги в стандартизации»[1]
- Нагрудный знак «Почётный работник отрасли боеприпасов и спецхимии»[1]